# Пилот № 5
«Пилот № 5» (англ. Pilot #5) — американский пропагандистский фильм 1943 года, снятый во время Второй мировой войны.

## Сюжет
1942 год, Вторая мировая война. Группировку американских войск, дислоцированных на Яве, регулярно прилетает бомбить японский самолёт. В распоряжении американцев остаётся лишь один рабочий истребитель и пять пилотов. Чтобы уничтожить авианосец, откуда взлетает «японец», командир майор Эйшель выбирает Джорджа Коллинса. Пилот уничтожает японский авианосец, направив на него свою машину.

## В ролях
- Франшо Тоун — пилот Джордж Брэйнор Коллинс, камикадзе
- Марша Хант — Фредди Эндрюс
- Джин Келли — пилот Вито Алессандро
- Фрэнк Пуглия[англ.] — пилот Никола Алессандро
- Ван Джонсон — пилот Эверетт Арнольд
- Ричард Симмонс[англ.] — пилот Генри Виллоуби Клейвен
- Стивен Герей — майор Эйшель, командир эскадрильи
- Говард Фримен[англ.] — губернатор Хэнк Дюрбан

### В титрах не указаны
Хобарт Кавано, Джим Дэвис, Мэрилин Максвелл, Мэри Виндзор, Франсис Рафферти, Ава Гарднер.